# Phreatia luzoniensis
Phreatia luzoniensis är en orkidéart som beskrevs av Robert Allen Rolfe och Oakes Ames. Phreatia luzoniensis ingår i släktet Phreatia och familjen orkidéer.
Artens utbredningsområde är Filippinerna. Inga underarter finns listade i Catalogue of Life.